# Serie A2 1980-1981 (pallavolo maschile)
La Serie A2 maschile FIPAV 1980-81 fu la 4ª edizione della manifestazione organizzata dalla FIPAV.

## Classifiche
| Pos. | Squadra                      | Pt | G  |
| ---- | ---------------------------- | -- | -- |
| 1.   | King's Jeans Padova          | 36 | 20 |
| 2.   | Bartolini Bologna            | 26 | 20 |
| 3.   | Granarolo Ferrara            | 24 | 20 |
| 4.   | Marcolin Belluno             | 24 | 20 |
| 5.   | Transcoop Reggio Emilia      | 24 | 20 |
| 6.   | Steton Carpi                 | 22 | 20 |
| 7.   | Ingromarket Sesto Fiorentino | 18 | 20 |
| 8.   | Thermomec Padova             | 16 | 20 |
| 9.   | Gala Filpa Cremona           | 16 | 20 |
| 10.  | Pallavolo Treviso            | 10 | 20 |
| 11.  | Italwanson Milano            | 4  | 20 |
| 12.  | CUS Trieste                  | –  | 0  |

| Pos. | Squadra                | Pt | G  |
| ---- | ---------------------- | -- | -- |
| 1.   | Montuori Palermo       | 42 | 22 |
| 2.   | Vianello Pescara       | 36 | 22 |
| 3.   | Vis Squinzano          | 34 | 22 |
| 4.   | Isea Falconara         | 32 | 22 |
| 5.   | Lupi Santa Croce       | 28 | 22 |
| 6.   | Rossoverde Terni       | 24 | 22 |
| 7.   | CUS Napoli             | 18 | 22 |
| 8.   | Niccolai Napoli        | 16 | 22 |
| 9.   | CUS Firenze            | 16 | 22 |
| 10.  | CUS Catania            | 10 | 22 |
| 11.  | Indomita Salerno       | 6  | 22 |
| 12.  | Adriatica Montesilvano | 2  | 22 |

| Promosse in Serie A1 | Retrocesse in Serie B |